# لیدی استارلایت
لیدی استارلایت (انگلیسی: Lady Starlight؛ زادهٔ ۲۳ دسامبر ۱۹۷۵) یک موسیقی‌دان اهل ایالات متحده آمریکا است. وی از سال ۲۰۰۷ میلادی تاکنون مشغول فعالیت بوده‌است.